# Mursley United F.C.
Mursley United F.C. là một câu lạc bộ bóng đá tọa lạc ở Mursley, gần Winslow, Buckinghamshire, Anh. Hiện tại họ đang thi đấu ở Spartan South Midlands League Division Two.

## Lịch sử
CLB được thành lập năm 1947, và thi đấu ở giải địa phương Saturday League. CLB vô địch Division Two của North Bucks & District Football League mùa giải 1963-64. Sau khi bỏ mùa giải 1977-78, CLB tái hợp lại với tên gọi The Green Man và bắt đầu chơi ở Sunday Football League. Đầu mùa giải 1993-94, CLB tái lập một đội Saturday, chơi ở North Bucks and District League và mùa sau đó họ vô địch Intermediate Division.
Đội bóng gia nhập South Midlands League Division One năm 1996. Mùa giải tiếp theo, Spartan South Midlands League hợp nhất với Spartan League để tạo thành Spartan South Midlands League và đội bóng được xếp vào Division One North, mà mùa giải kế tiếp đổi tên thành Division One. Mùa giải 2001-02 chứng kiến CLB giành chức vô địch ở hạng đấu thấp nhất của Spartan South Midlands League, bây giờ có tên Division Two. Tuy nhiên, mặc dù vô địch nhưng họ không được thăng hạng vì sân của họ thiếu cơ sở vật chất.
Từ đó CLB có 2 lần vào chung kết Division Two Cup, nhưng cả hai lần họ đều giành vị trí á quân.

## Sân vận động
Mursley United chơi trên sân nhà The Playing Field, Station Road, Mursley MK17 0SA.
Tháng 6 năm 2012, sân vận động giành giải thưởng có mặt sân tốt nhất ở Division Two của Spartan South Midlands Football League.

## Các danh hiệu

### Danh hiệu Giải đấu
- Spartan South Midlands League Division Two:[10]
  - Vô địch: 2001-02
- North Bucks & District Football League Intermediate Division:[11]
  - Vô địch: 1994-95

### Danh hiệu Cup
- Spartan South Midlands League Division Two Cup :[7][8]
  - Á quân: 2007-08, 2009–10

## Các kỉ lục
- Vị trí cao nhất cấp độ giải đấu:[10] thứ 1 ở Spartan South Midlands League Division Two 2001-02